# بنية جزيئية مستوية ثلاثية

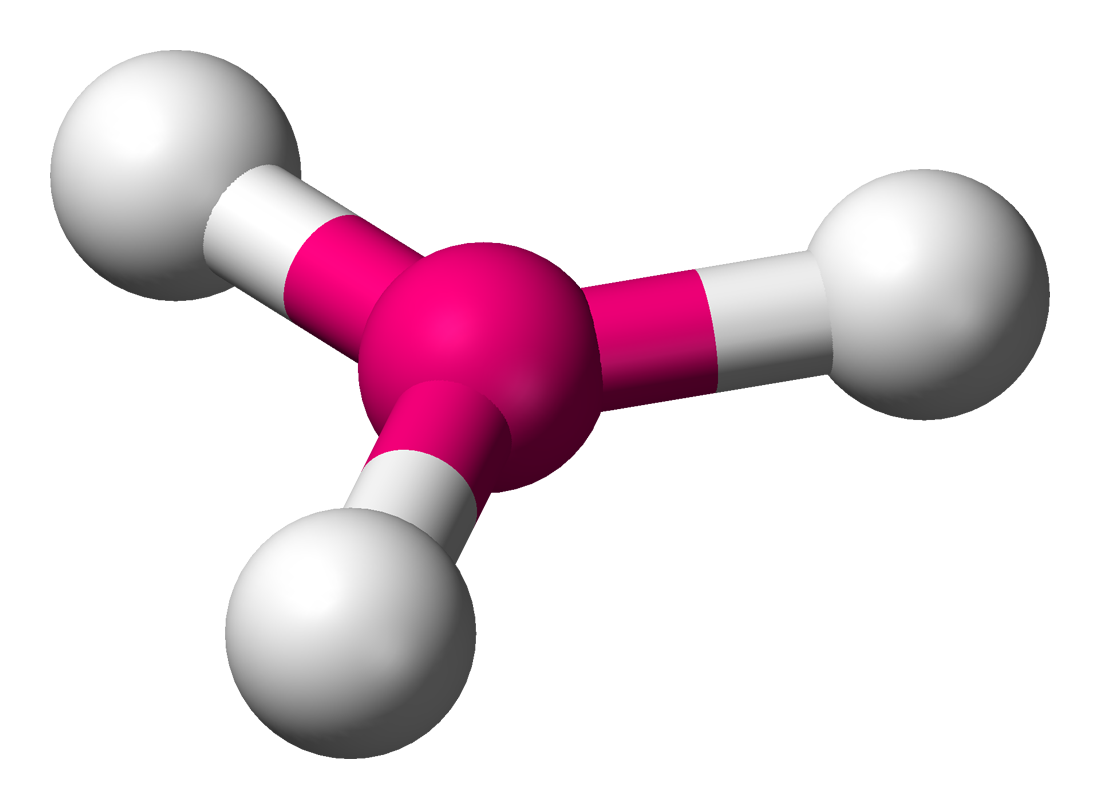
نموذج هيكلي لبنية جزيئية ثلاثية مستوية في الحالة المثالية.

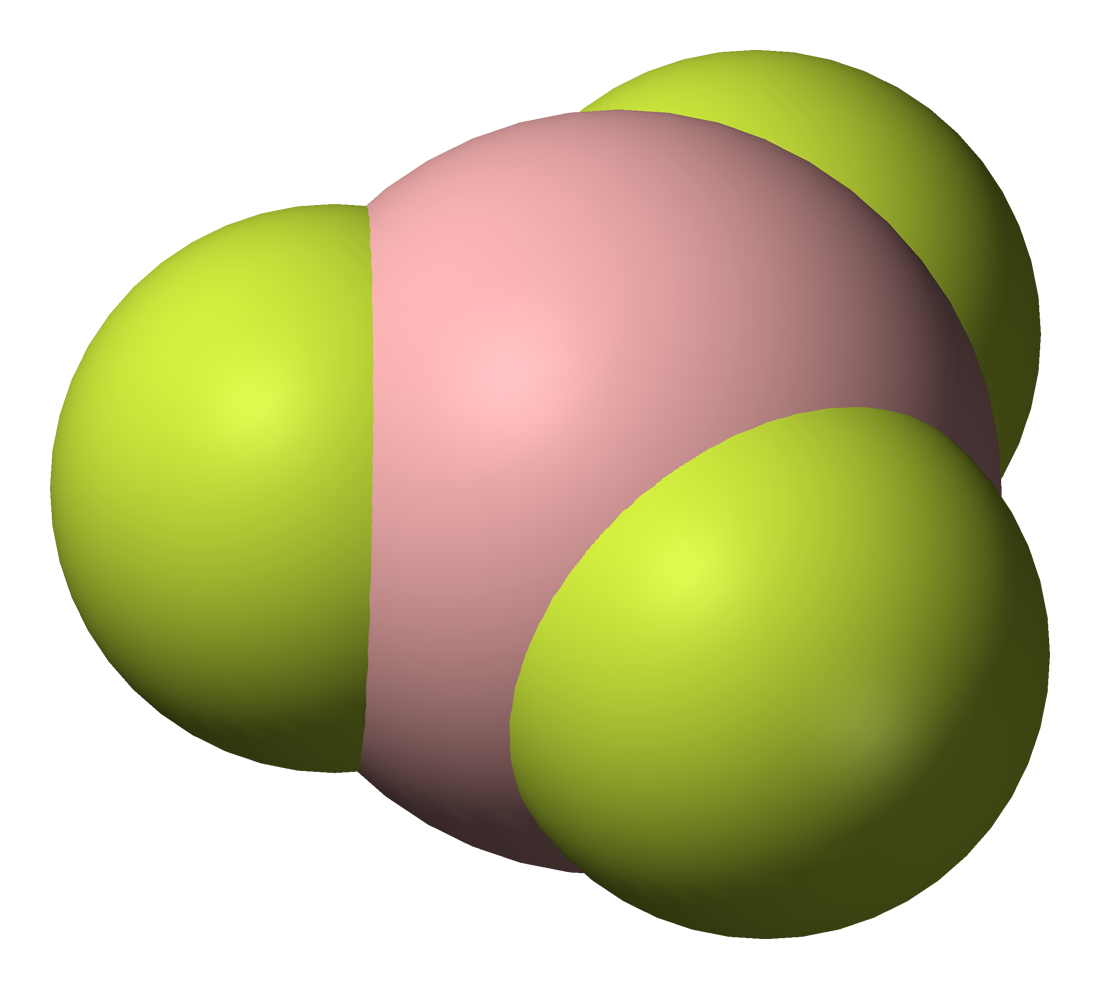
بنية ثلاثي فلوريد البورون، والتي هي مثال عن البنية الجزيئية الثلاثية المستوية.

البنية الجزيئية المستوية الثلاثية في الكيمياء، هي نموذج لبنية جزيئية يكون فيه ذرة مركزية في الوسط، تحيط بها ثلاث ذرّات، والتي تدعى الذرّات الطرفية، وذلك على شكل مثلّث وفي نفس المستوي. في الحالة المثالية، تكون كل الربيطات متماثلة، وتكون الزوايا بين الروابط 120°. تتبع الجزيئات التي لها بنية جزيئية مستوية ثلاثية الزمرة النقطية D3h.
في الكيمياء العضوية، توصف المركبات الحاوية على مراكز كربونية مرتبطة بثلاث روابط مع الذرات المجاورة وموجودة في بنية مستوية ثلاثية، بأن لها تهجين مداري من النمط sp2.

## أمثلة
من أمثلة المركبات التي لها بنية جزيئية مستوية ثلاثية كل من ثلاثي فلوريد البورون (BF3)، وفورمالدهيد (H2CO)، والفوسجين (COCl2)، وثلاثي أكسيد الكبريت (SO3).
يكون لبعض الأيونات في بعض الأحيان بنية جزيئية مستوية ثلاثية مثل أنيونات النترات (−NO3) والكربونات (2−CO3)، بالإضافة إلى كاتيون الغوانيدينيوم (+C(NH2)3).
في بعض الأحيان، يكون لمركبات الحالة الوسطية الانتقالية لبعض الأمينات بنية جزيئية مستوية ثلاثية، مما يؤدي إلى حدوث تشوّه في البنية الهرمية لها. تدعى هذه الظاهرة باسم الانقلاب النتروجيني. تدعى الحالة المعاكسة باسم التهرّم Pyramidalization، وهي حدوث تشوّه في شكل الجزيء من البنية المستوية الثلاثية، إلى بنية جزيئية رباعية السطوح، ويمكن ملاحظة هذه الحالة الأخيرة في الألكينات الهرمية.